# Вирални видео
Вирални видео (енгл. viral video) је видео-снимак који је постао популаран кроз процес интернет дељења, најчешће преко веб-сајтова за дељење видео-снимака, друштвених медија и електронске поште. Вирални видео је често хумористичког садржаја и има велики број прегледа у кратком временском року.

## Историја
Вирални видео снимци су настали пре великих сајтова за дељење видеа и делили су се преко електронске поште. Један од најранијих видео снимака је Дух Божића, настао 1995. године.
У скорије време настао је велики талас виралних видеа, на сајтовима за дељење видео снимака као што је Јутјуб, због доступности приступачне дигиталне камере.

## Број прегледа
Било је много питања шта тачно представља вирални видео, колико прегледа треба да има да би сматрао виралним, колико брзо треба да расте у гледаности и сл. Не постоје тачна правила са колико прегледа видео постаје виралан. На свом блогу, Јутјуб личност Кевин Налти поставио је питање „Колико прегледа је потребно да би видео био виралан?”. У 2011. је рекао: „Пре пар година, видео би се сматрао виралним ако скупи милион прегледа.” После неког времена променио је дефиницију: „Видео је виралан ако скупи више од 5 милиона прегледа у року од 3—7 дана.”

## Студија
Због свог друштвеног утицаја, вирални видео-снимци привлаче пажњу како индустрије тако и академске заједнице. ЦМУ вирални видео представља јавне податке студије о виралним видео-снимцима, где су видео-снимци пажљиво селектовани од стране експерата из Јутјуба, Тајма и Реја Вилијама Џонсона. Статистички подаци који су добијени доступни су на сајту.

## Социјални утицај

### Промовисање музике
Јутјуб је постао средство промоције бендова и њихове музике. Многи независни музичари, као и велике компаније као што су Јуниверсал мјузик груп, користе овај сајт за промоцију својих видеа. Често се промовише неквалитетна музика и/или ствара илузија популарности те музике или представника исте куповањем или лажирањем броја прегледа, што су радили и многи прави и квалитетни уметници.

### Образовање
Вирални видео снимци настављају да расту у популарности као средство учења. У марту 2007, учитељ основне школе Џејсон Смит је направио Тичер тјуб, сајт за дељење едукативних видеа са другим учитељима. Овај сајт тренутно има више од 50.000 видео-снимака. Неки факултети користе виралне видео-снимке за наставу.

## Политичке импликације
Амерички председнички избори 2008. су показали утицај политичких виралних видео-снимака. По први пут, Јутјуб је приказивао Си-Ен-Енову предсеничку дебату; корисници су били позвани да поставе питање. У овој дебати, мишљења креатора виралних видео-снимака и корисника по први пут су схваћена озбиљно.

## Финансијске импликације
Веб-саобраћај остварен виралним видеом снимцима остварује приход од реклама. Јутјуб остварује приход продајом и приказивањем реклама. Према наводима Њујорк тајмса, Јутјуб корисници користе алгоритам „референцијално рангирање” да би проценили вирални потенцијал снимака постављених на сајт. Користећи узорак од 10.000 прегледа, може се одредити вероватноћа да ли ће снимак постати виралан. Ако се утврди да је снимак подобан за рекламирање, контактира се оригинални креатор путем електронске поште и нуди му се уговор о сарадњи. Овим путем, снимци као што је David After Dentist остварили су више од 100.000 долара зараде.